# Cementindustrie in België
De cementindustrie in België kent reeds een rijke geschiedenis en is nog steeds een vaste waarde binnen de Belgische industrie.
De cementindustrie ontwikkelde in België voornamelijk in Wallonië omwille van de kalksteenrijke bodem. Momenteel zijn er nog 4 actieve cementfabrieken terug te vinden in België. Deze bevinden zich in Obourg, Antoing, Lixhe en Gaurain en zijn in handen van drie grote internationale bedrijven, namelijk Holcim, Heidelberg Materials (CBR) en Cementir (CCB). De milieueffecten van de Belgische cementindustrie zijn momenteel een focuspunt. De grootste huidige uitdaging van deze industrie is het verkleinen van hun milieu-impact door hun CO2-uitstoot, die inherent verbonden is aan het productieproces, aanzienlijk te reduceren.

## Geschiedenis

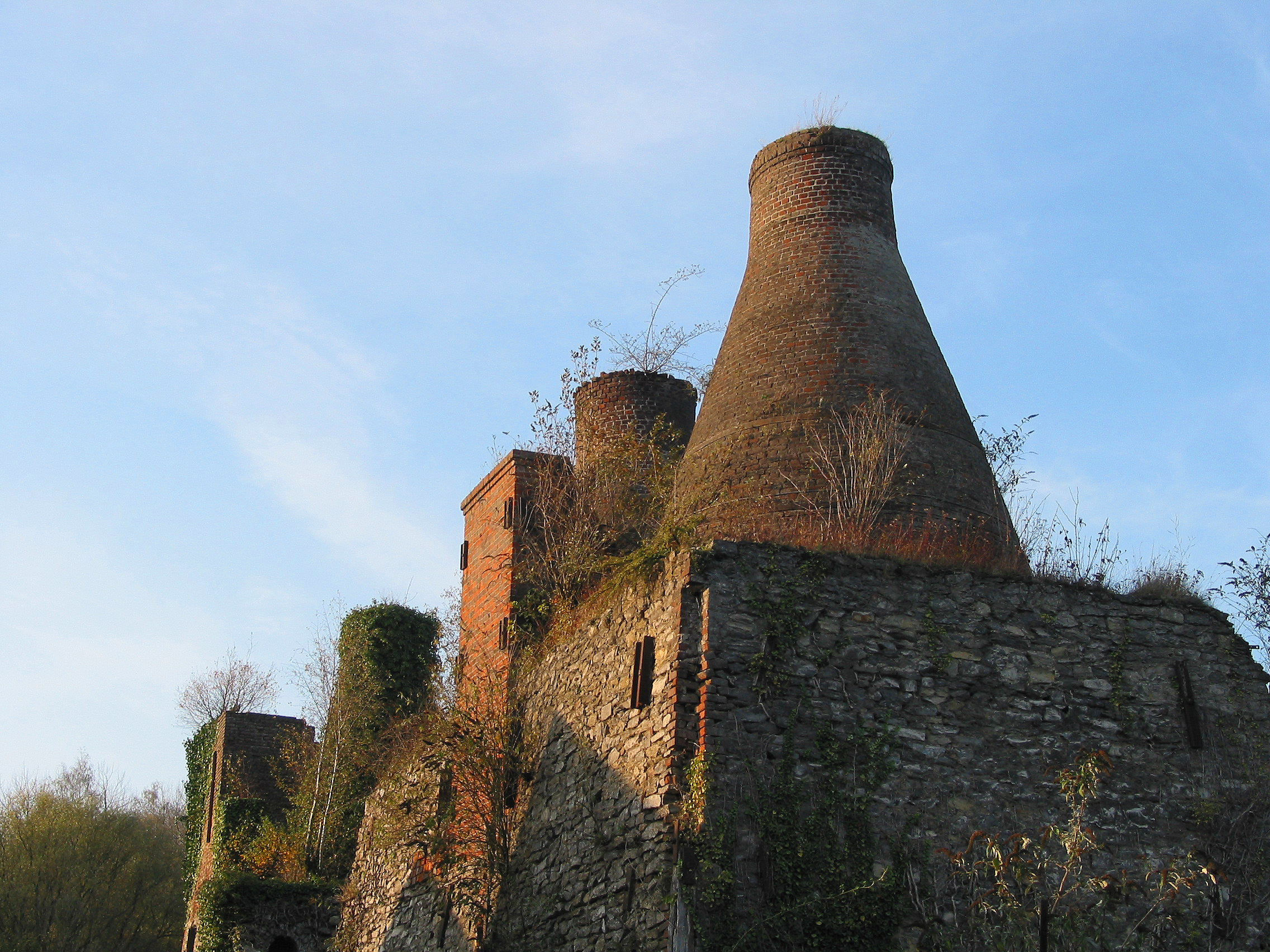
Antoing, oude kalkovens

### Ontwikkeling van de cementindustrie in België in de 19e eeuw
In België werd hydraulisch cement, dat ontwikkeld werd in Engeland, vanaf de jaren 1820 geïntroduceerd. Dit type cement, zoals beschreven door de Britse steenbakker Joseph Aspdin, kreeg in België de naam ‘kunstmatig cement’. Destijds werden er ook andere cementsoorten ontwikkeld op de Belgische markt die geproduceerd werden door het branden van kalkhoudende leisteen. Als gevolg hiervan werd dit cement ‘natuurlijk portlandcement’ genoemd. Dankzij de aanwezigheid van veel kalksteenrotsen in de regio van Doornik ontwikkelde zich daar, in de tweede helft van de 19e eeuw, een industrie van ‘natuurlijk cement’. De ovens die toen gebruikt werden, waren flesovens. Deze waren initieel ontworpen voor het produceren van kalk en konden een temperatuur van ongeveer 900°C bereiken. Rond 1870 was het mengsel van hydraulische kalk uit Doornik, met zand, en soms met vulkanische tufsteen of "tras" uit Andernach (Rijnland), veruit het meest toegepaste hydraulisch bindmiddel in België. De industriële ontwikkeling breidde zich eveneens uit naar andere gebieden, zoals Gent, waar de steen via de Schelde werd geïmporteerd. In die tijd bleven de toepassingen van het bindmiddel echter beperkt.

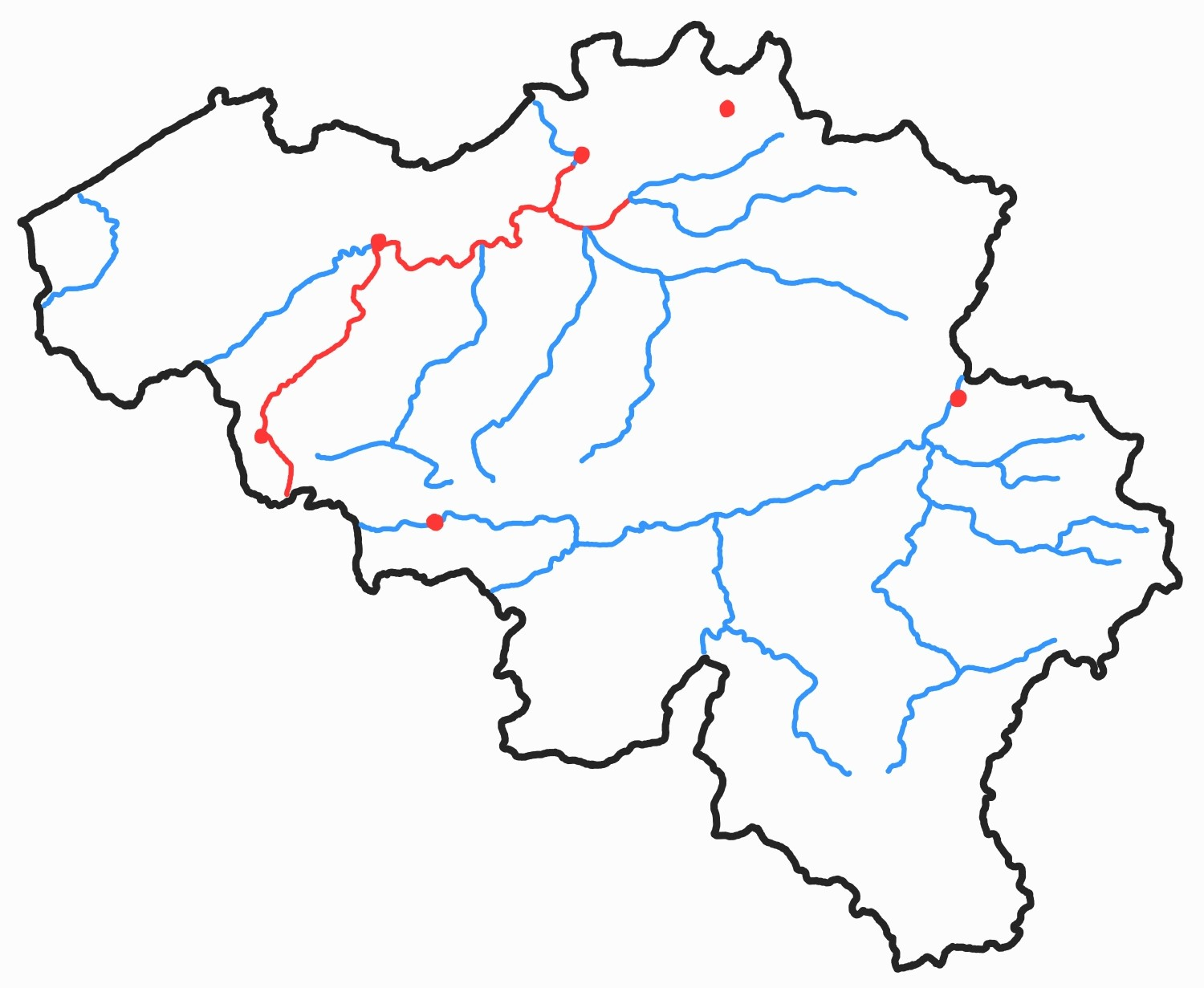
Kaart lokalisatie cementindustrie begin 20ste eeuw

Het was in het jaar 1872 dat in België de eerste fabriek voor kunstmatig portlandcement werd opgericht te Cronfestu (Henegouwen) door Eugène Dufossez en Elie Henry. De oprichting van deze fabriek speelde een cruciale rol in de industrialisatie van België en de groei van de Belgische bouwsector. In het begin kregen deze fabrieken te maken met heel wat concurrentie van buitenlands portlandcement, natuurlijk cement uit Doornik en de tras uit Andernach. Om hun plek binnen de Belgische markt te versterken probeerden de fabrikanten erkenning te krijgen van de overheidsinstanties voor de kwaliteit van hun product. In 1887 lukte dit en kregen ze belangrijke opdrachten voor het Ministerie van Oorlog.
Eind 19e en begin 20e eeuw werden vervolgens alsmaar meer fabrieken opgericht voor de productie van kunstmatig portlandcement en dat vaak in de buurt van steengroeves of vaarroutes waarlangs de steen aangevoerd kon worden. De cementindustrie concentreerde zich zo rond vijf belangrijke centra: het gebied van Doornik, de omgeving van Bergen, langs de Schelde en de Rupel, in de regio rond Visé en nabij Turnhout. In Wallonië waren deze dus vooral gevestigd rondom de kalksteenformaties, terwijl de Vlaamse fabrieken zich bevonden in de kleistreken zoals het Kempische bekken of de Rupelstreek. De steenkoolformaties in Limburg zorgden voor de nodige brandstof.
Er ontstond echter een kwaliteitskloof tussen het kunstmatig en het natuurlijk cement, onder meer doordat bij natuurlijk cement de dosering niet werd gereguleerd, met een onregelmatige kwaliteit tot gevolg. Ook technologische verbeteringen in het kunstmatige proces vergrootten deze kloof, waardoor verschillende Doornikse fabrieken in de jaren 1900 beslisten om ook te starten met de productie van kunstmatig cement. Bij het ingaan van de 20e eeuw waren er in het totaal al 13 fabrieken opgericht.

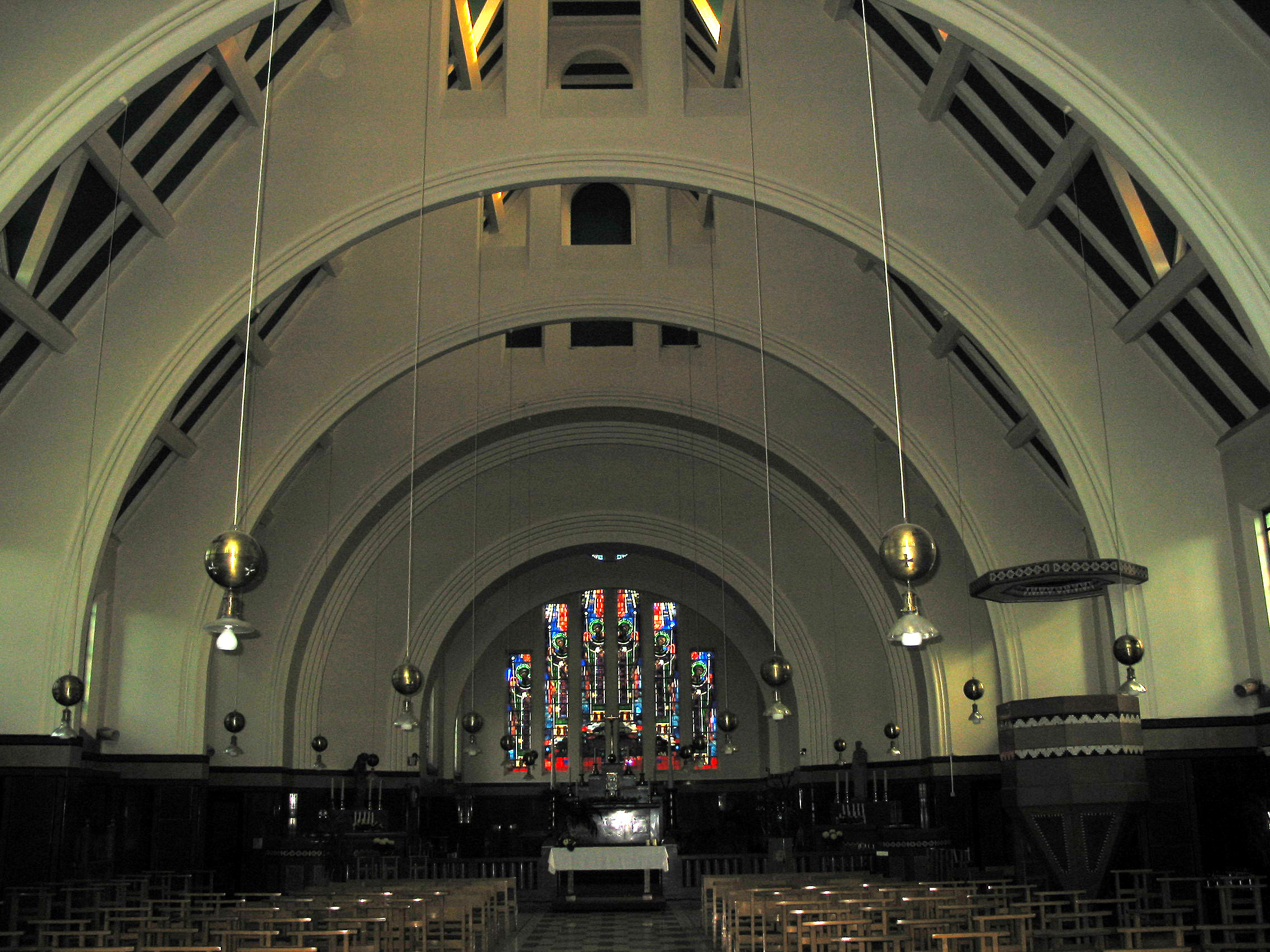
Henegouwen, Saint-Aybert - Zichtbare structuur van gewapend beton

### Het interbellum
Na gedeeltelijke verwoesting en plundering van de cementfabrieken tijdens de Eerste Wereldoorlog kreeg de cementproductie in België opnieuw een boost tussen 1920 en 1929. De productie was toen van 1,2 tot 3,7 miljoen ton per jaar gestegen. Met de verdere ontwikkeling van beton en gewapend beton werd er in die tijd een zeer belangrijke afzetmarkt gecreëerd voor cement. In de infrastructuursector kwam de betonweg op en ook in de architectuur werd beton gebruikt voor de ontwikkeling van nieuwe gebouwtypes. Ook de export van Belgisch cement nam in die jaren aanzienlijk toe en vertegenwoordigde zelfs meer dan de helft van de productie van de Belgische cementfabrieken. Het verbruik per inwoner bereikte toen al een jaarlijks gemiddelde van 221 kilogram cement.
Daarnaast werd ook de hydrauliciteit van hoogovenslak ontdekt en na jaren onderzoek werd vanaf 1927 metallurgisch of hoogovencement geproduceerd in België. De eerste productielijn van hoogovencement in België dateert van 1927 in de Sté Ame des Ciments Portland Artificiels" te Cronfestu. Zo’n 5 jaar later waren er al rond de 10 hoogovencementproducties, allemaal gevestigd nabij de hoogovens in Charleroi en Luik zoals bv. Ougrée-Marihaye, Cockerill en Ferrocoment die werden opgericht als nevenbedrijven van de hoogovens.
Tijdens de crisis van de jaren 30 daalde de cementproductie opnieuw tot een minimum van 2,3 miljoen ton in 1934. Ook de cementexport daalde in datzelfde jaar tot 724 000 ton. Voor de Tweede Wereldoorlog was de provincie Henegouwen het zwaartepunt van de Belgische cementproductie, gevolgd door de provincie Antwerpen.

### De naoorlogse periode
Na de Tweede Wereldoorlog herstelde de cementindustrie zich vrij snel. Na de oorlog was er een groot woningtekort. Een hele reeks nieuwe wetten, waaronder de Wet De Taeye, zorgden voor een nieuwe boost van de bouwsector, waardoor de vraag naar bouwmaterialen zeer groot werd, vooral in de jaren 60. Deze periode van wederopbouw betekende dus opnieuw een enorme groei van de Belgische cementindustrie. Zo groeide de maandelijkse gemiddelde productie terug naar 278 000 ton in 3 jaar tijd. Een andere belangrijke ontwikkeling was de productie van stortklaar beton in centrales. Het beton moest voortaan niet meer op de werf gemengd worden, waardoor heel wat risico’s op de werf werden weggenomen.

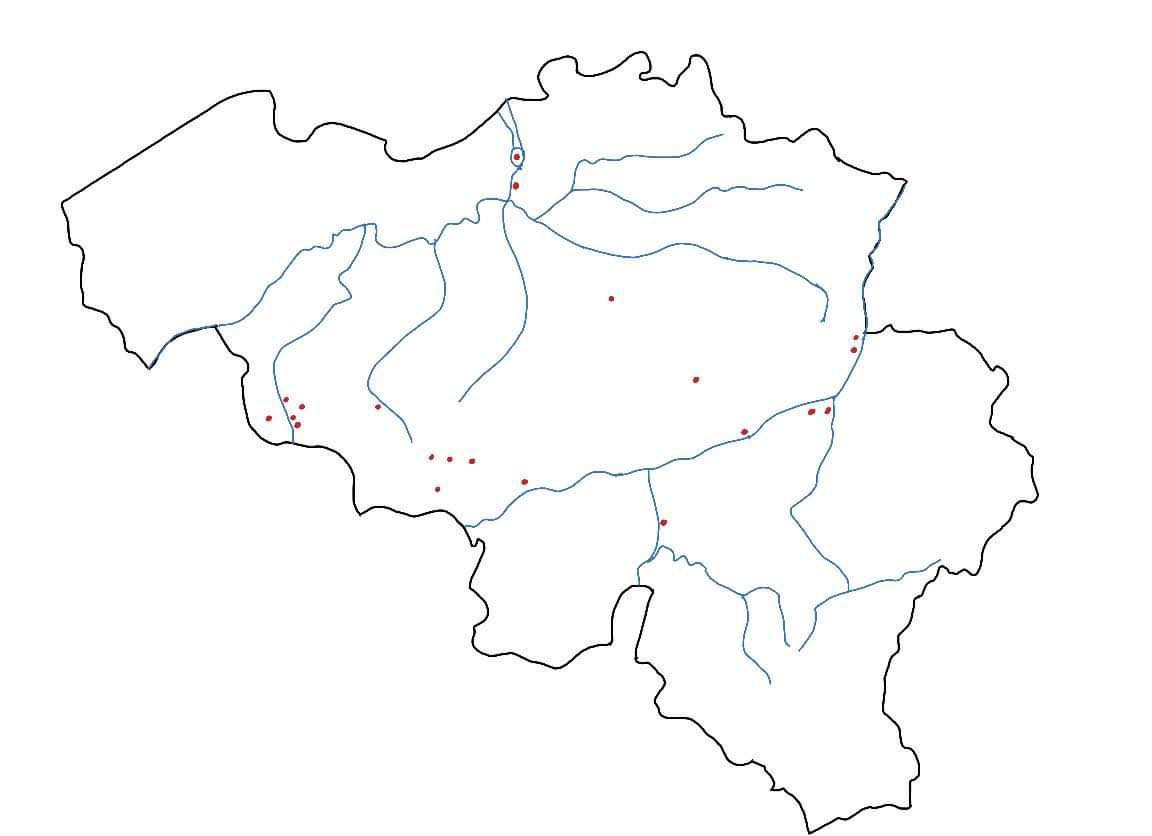
Kaart cementnijverheid in België anno 1953

Gedurende deze tijdsperiode concentreerde de cementproductie zich in een kleiner aantal grote fabrieken. Het aantal fabrieken in België daalde van 34 in 1939 naar 17 in 1960, 12 in 1966 en 11 in 1974. De cementproductie ging zich voornamelijk in Wallonië concentreren, dicht bij de ontginning van de grondstoffen. Zo sloten de fabrieken in de Kempen, de Rupelstreek en langs de Schelde. In 1962 waren de groepen CBR, Obourg en CCB samen verantwoordelijk voor 80,8% van de productie. De concentratie van de industrie heeft ook invloed gehad op de werkgelegenheid, waarbij het aantal bedienden steeg en het aantal arbeiders met 42% daalde. Desondanks steeg de productiviteit sterk: in 1950 kostte het produceren van een ton cement per werknemer 2 uur en 48 minuten, terwijl dit in 1974 slechts 36 minuten was.
|           | 1939  | 1953 |
| --------- | ----- | ---- |
| Obourge   | 30%   | 40%  |
| Doornik   | 30%   | 30%  |
| Visé      | 16,5% | 20%  |
| Antwerpen | 23,5% | 10%  |

### 1974-2000
De oliecrisis in de jaren 70 had niet meteen een grote impact op de Belgische cementindustrie die in 1976 nog een productie had van 7,7 miljoen ton. Enkele jaren later daalde de verkoop echter tot 4,7 miljoen ton in 1985. De energieprijzen stegen enorm tijdens deze crisis en dat heeft de cementsector toen ook gevoeld. Deze kost vertegenwoordigde namelijk 35% van de kostprijs van cement. Om de impact te kunnen reduceren, werd het gebruik van stookolie beperkt.
Hierna volgde een periode van economisch herstel in België en kwam de verkoop van cement vlot terug op gang met in 2000 reeds een cementverbruik van 6,1 miljoen ton, ook wel 597 kilogram per inwoner. In de jaren 90 kende ook de exportsector een hernieuwde groei.

### Cementproductie in Congo
Bij de kolonisatie van Congo door België was er nood aan een materiaal dat niet door de inheemse bevolking gebruikt werd, omdat deze werden gezien als ‘niet-duurzaam, onhygiënisch’ en zelfs ‘stinkend’. Bij eerste pogingen tot bouwen in de kolonie werd gebruik gemaakt van hout of staal. Deze materialen moesten echter geïmporteerd worden, wat ze significant duurder maakten. Ze waren ook vaak niet geschikt als materiaal in de tropen, wat voor de Belgische architecten een nieuwe en onbekende omgeving was.
Uiteindelijk werd cement gevonden als oplossing voor deze problematieken. Het kon lokaal geproduceerd worden op de plekken waar kalkrijke grond was en werd toch gezien als een Westers importproduct. In 1921 werd dan de eerste lokale cementfabriek opgericht in Lukala. Dit was nog maar de derde cementfabriek in Sub-Sahara Afrika. Deze was in het bezit van de Société des Ciments du Congo (CICO).
Voor het verkrijgen van de grond voor het bouwen van de fabriek werd er samengezeten met drie partijen, CICO, een afgevaardigde van de Belgische overheid en een vertegenwoordiger van de lokale bevolking. Deze gesprekken vonden in het Frans plaats, waardoor deze laatste slechts een beperkt begrip had van de inhoud van het gesprek. Alsook was de notie rond het bezitten van land anders bij de inheemse bevolking dan bij de aanwezige Belgische partijen. Beide factoren zouden verklaringen kunnen zijn voor het feit dat de lokale bevolking weinig weerstand bood bij de aankoop van het stuk land dat voor de fabriek ging gebruikt worden. Het ging immers om vruchtbare gronden die door meerdere gemeenschappen werden gebruikt.
Om kosten te drukken, werd ervoor gekozen een tweedehands verticale cementoven te kopen van een Duitse fabriek. Tezelfdertijd was de roterende cementoven al niet meer weg te denken uit Europa en de VS, aangezien een verticale cementoven zware en gevaarlijke werkomstandigheden met zich meebracht. Ondanks de gedateerde technologie produceerde deze oven een hogere kwaliteit aan cement doordat ze met houtskool werd aangedreven. De assen hiervan kwamen samen met het cement aan de bodem van de oven en dienden als accidenteel additief. Zelfs met deze goedkopere technologie was CICO bijna failliet twee jaar na de start van de operatie in Lukala, doordat het bedrijf de rechten niet had over de omliggende bossen en dus zijn houtskool moest importeren. Ook waren er veel werkkrachten van andere Afrikaanse kolonies, aangezien er niet genoeg werkkrachten nabij de fabriek leefden om deze volledig te bemannen. Wanneer de loonbrieven uitbleven, resulteerde dit in een staking die na enkele arrestaties tot een opstand escaleerde. Dit resulteerde uiteindelijk in betere werkomstandigheden en een roterende oven werd voor het eerst overwogen. Er werd uiteindelijk toch gekozen voor een geautomatiseerde verticale oven die veiliger was dan de oude verticale oven. Het idee voor een roterende oven was helemaal van de baan toen in 1931 CICO toch de rechten kreeg voor de bossen omheen de fabriek en de brandstof dus goedkoper werd. Het was pas in 1955 dat een roterende cementoven werd geïnstalleerd in Lukala en de eerste verticale ovens werden afgebroken.
In 1992 werd de Société d’Etudes et de Gestion de Cimenteries (het voormalige CICO) opgekocht door Groupe Forrest International. In 2010 kocht HeidelbergCement Group 55% van de aandelen op en werd daarmee de nieuwe, en huidige eigenaar.

## Oprichting algemene organen

### Federaties
De productie van portlandcement in België in het begin van de 20e eeuw overtrof de vraag op de binnenlandse markt, waardoor ook een groot deel van het Belgische cement werd geëxporteerd, voornamelijk naar Nederland. Ondanks deze internationale afzetmarkt leed de sector aan overproductie. Om dit probleem te verhelpen werd in 1903 door 12 van de 13 fabrikanten de Beroepsvereeniging der Fabrikanten van Kunstmatig Portland Cement van België opgericht die de cementprijzen bepaalden.
In de nasleep van de beurskrach van 1929 met een wereldcrisis als gevolg werd ook in 1935 een nieuw nationaal akkoord opgericht door deze vereniging om verdere economische achteruitgang tegen te gaan. Dit nieuwe akkoord diende als eerste stap richting de vorming van een groot internationaal kartel, waardoor de Belgische fabrikanten hun plek op de markt konden consolideren. Het Belgisch cementkartel was een samenwerking tussen de verschillende cementfabrikanten om onder andere prijsafspraken tegen natuurlijke concurrentie of productiequota op te leggen tegen overproductie. Het cementkartel werd ingevoerd door de Belgische overheid in 1938 onder de nieuwe wet van het Koninklijk besluit nr. 62 van 13 januari 1935. Deze wet maakte kartelvorming tussen ondernemingen uit eenzelfde sector verplicht. Omwille van overdreven concurrentie en steeds lager wordende verkoopsprijzen was het noodzakelijk om minimumprijzen af te kunnen spreken. Het cementkartel eindigde in 1947 en werd in 1948 vervangen door het vennootschap la Cimeterie Belge (CIMBEL). In de 2e helft van de 20e eeuw was deze kartelvorming niet meer nodig en ontstonden allerlei instanties voor internationale samenwerkingen. In dit kader werd in 1957 het verdrag van Rome getekend dat de Europese Economische Gemeenschap oprichtte die de basis legde voor het concurrentiebeleid binnen Europa. Vanaf dat moment werd kartelvorming illegaal binnen Europa vanwege oneerlijke concurrentie, hogere prijzen voor de consument en schade aan de Europese economie.
In 1956 werd als opvolging van de beroepsvereniging het VCN (Verbond der Cementnijverheid) opgericht die de belangen van de cementindustrie vertegenwoordigde tegenover verschillende gesprekspartners, waaronder overheden, universiteiten, andere sectoren… Na 1986 had het verbond nog vier leden: CBR, CCB, Ciment d’Obourg en Ciments de Haccourt (niet meer actief). Later in 1994 werd het VCN omgedoopt tot het huidige FEBELCEM (Federatie van de Belgische Cementnijverheid). Vandaag de dag is FEBELCEM de overkoepelende organisatie voor de cementindustrie in België. Hun taak is dus niet langer om afspraken te maken over prijzen en productie. Maar zij staan wel in voor het ondersteunen en versnellen van ontwikkeling en innovatie binnen de cementsector, de promotie van cement en beton in de bouwsector en het begrijpen en anticiperen op veranderingen binnen de regelgeving.

### Onderzoeksinstanties
In 1927 werden de eerste kwaliteitscontroles uitgevoerd door een onafhankelijke instantie op vrijwillige basis van de cementfabrikanten. Voor het portlandcement werd dit gedaan door het Laboratoire de Recherches et de Contrôle van de Groupement Professionnel des Fabricants de Ciment Portland de Belgique (GPC). Deze controles droegen bij aan de reeds zeer goede reputatie van het Belgische cement.
Omwille van de hoge concurrentie werd het noodzakelijk normen te bepalen waardoor de kwaliteit van cement gegarandeerd en geverifieerd kon worden. Hiervoor legde het Belgisch Instituut voor Normalisatie (BIN, dat in 2005 Normalisatiebureau, NBN werd) in 1949 normen voor de cementindustrie vast (NBN 48 – 198 – 130 – 131 - 132 en 178).
Naast kwaliteitscontroles was het ook belangrijk om verder onderzoek te stimuleren en zo werd in 1959 het federaal onderzoekscentrum OCCN (Nationaal Centrum voor Wetenschappelijk en Technisch Onderzoek der Cementnijverheid) opgericht.

## Recente ontwikkelingen
In het jaar 2000 bereikte het verbruik van grijs cement nog een maximum van 6,1 miljoen ton. In de jaren die daarop volgen zijn er nog veel stijgingen en dalingen in de evolutie van het verbruik van grijs cement die nauw samenhangen met de bouwsector, maar de productie is niet meer getypeerd door een stijgende lijn. Om de zes jaar, wanneer het opnieuw gemeenteraadsverkiezingen zijn en er meer openbare werken worden uitgevoerd, is er vaak een piek te zien in het cementverbruik.
Toch is het voor de sector niet altijd evident geweest om te concurreren met de cementimport uit andere landen zoals Duitsland, waarvan de prijzen vaak lager waren. Ook China is een belangrijke speler geworden in de import van cement in België. De stijging van de energieprijzen in 2021 hadden ook een invloed op de cementprijzen. Deze dreigden toen te verdubbelen, wat voor de bouwsector een ramp zou betekenen. De schade ten gevolge van de coronacrisis is beperkt gebleven in de cementsector, aangezien zij konden rekenen op een stijging van de burgerlijke bouwkunde van 7,5%. Daarnaast werden de cementovens als essentieel beschouwd door de Belgische overheid dankzij hun functie als afvalverwerker als vervangende brandstof. Hierdoor konden de ovens tijdens de volledige lockdown blijven draaien. Verder kwam de sector de laatste jaren meer en meer onder druk te staan, aangezien ze verantwoordelijk zijn voor een groot deel (8%) van de CO2-uitstoot wereldwijd. Het steeds toenemende belang van het milieu als een politiek thema dwingt de cementfabrikanten hun uitstoot te verminderen. Ondanks al deze uitdagingen houdt de cementindustrie in België nog steeds stand.

### Cijfers
In België is in 2021 6,9 miljoen ton cement geproduceerd. Dit is een verderzetting van een lichte stijging die al enkele jaren te zien is. Dit is genoeg cement om 82 duizend vrachtwagens te vullen. Als deze achter elkaar zouden worden geplaatst, zou de lijn 1300 km lang zijn, wat ongeveer overeenkomt met de afstand tussen Brussel en Madrid.
Het deel hiervan dat bestemd is voor binnenlands gebruik is echter in de voorbije tien jaar zeer gelijk gebleven op 4,9 miljoen ton in 2021. 73,4% van de Belgische cementexport gebeurt naar Frankrijk. Verder wordt er nog 20.9% geëxporteerd naar Nederland, 4,6% naar Duitsland, 1% naar het Groothertogdom Luxemburg en de overblijvende 0,1% naar andere EU-landen. Er vindt geen export plaats naar landen buiten de Europese Unie.
Het verbruik van cement ligt in dezelfde lijn als de productie ervan. In 2021 is 7,3 miljoen ton cement verbruikt. Dit was echter een uitzonderlijk jaar door de heropstart van de economie na de coronacrisis. In de jaren ervoor lag het verbruik steeds tussen de 6 en 6,7 miljoen ton per jaar. Om deze extra vraag op te vangen is de import fors gestegen van 26,1% van het totale verbruikte cement naar 33.2%. Deze stijging komt nagenoeg volledig van landen buiten de EU, waarbij deze in 2021 bijna de helft van alle cementimport van België uitmaakte.
Met een verbruik van 634 kg/inw. torent België, samen met Luxemburg (668 kg/inw.), ver boven haar buurlanden Nederland, Duitsland en Frankrijk uit (283, 350 en 299 kg/inw. respectievelijk).
De milieu-impact van al dit cementgebruik is aanzienlijk. Per ton cement dat wordt geproduceerd, wordt gemiddeld 580 kg CO2 uitgestoten. Deze uitstoot komt deels door de verbranding van brandstoffen en deels door het calcinatieproces. Met een productie van 6,9 miljoen ton cement in 2021 is er dus 4 miljoen ton CO2 uitgestoten door de cementovens in België. De totale CO2-equivalente emissies bedroegen in hetzelfde jaar 110,63 miljoen ton. Dit betekent dus dat de cementfabrieken instonden voor 3,6% van alle uitstoot in België.
Per inwoner bedraagt de uitstoot van cement 342 kg CO2, een gelijkaardige uitstoot als bij het rijden van 2800 km in een gemiddelde benzinewagen.

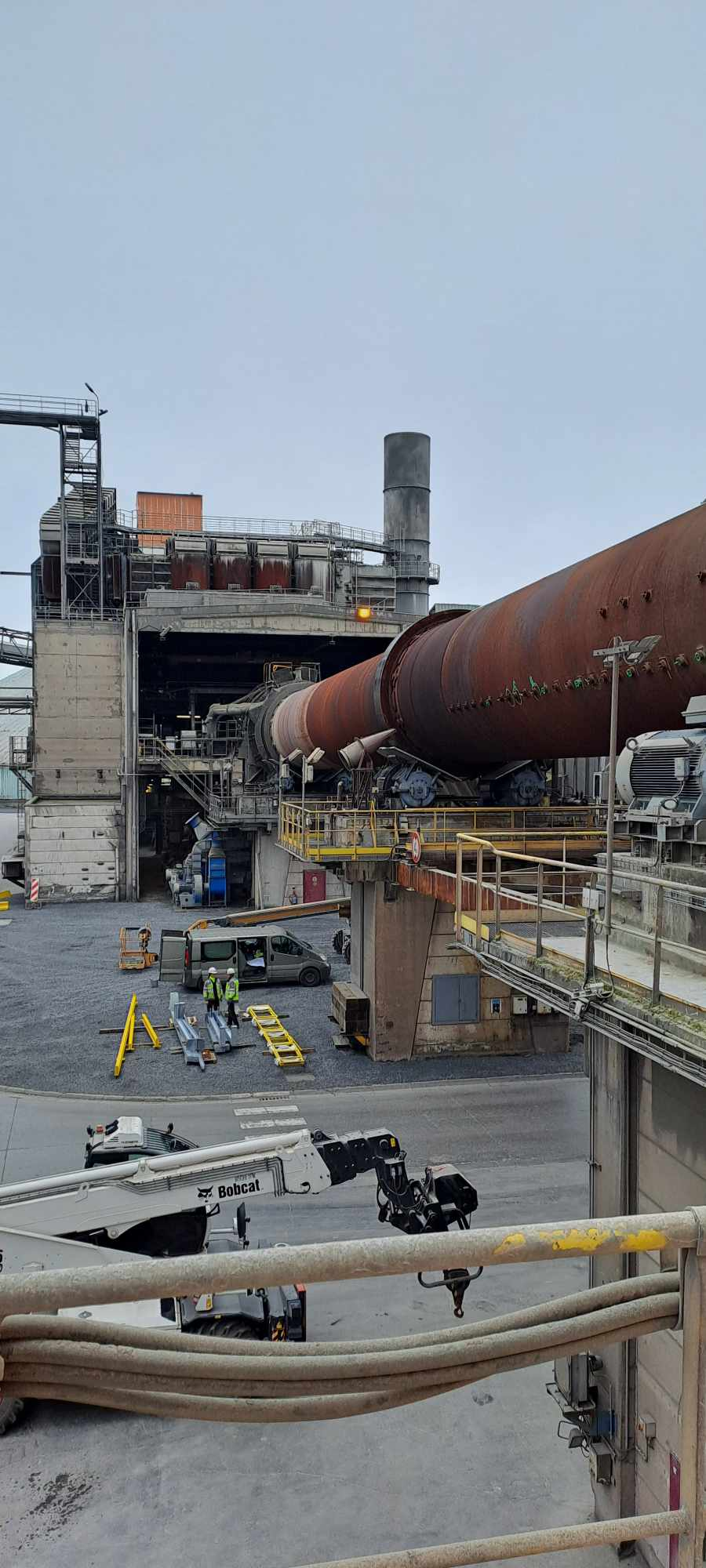
Cementoven in Antoing (CBR)

## Verschillende productiemethodes
De eerste vier Belgische cementbedrijven maakten gebruik van het natte proces, waarbij de cru werd aangelengd met water, tot een vloeibare pasta wordt verkregen die voor het branden gezeefd en gedroogd wordt. Bij het droge en energiezuinigere procedé wordt het ruwe materiaal gedroogd, gemalen en gezeefd voor het mengen.
Aanvankelijk vond het branden van de ruwe materie plaats in intermitterende verticale ovens, maar deze installaties hebben aanzienlijke ontwikkelingen doorgemaakt. Tegen het einde van de 19e eeuw werden al continu werkende ovens gebruikt, en in de jaren 1900 werden verticale ovens vervangen door roterende cementovens die ook continu bleven werken. De allereerste roterende ovens in België zijn geplaatst geweest in de cementfabrieken in Haccourt (1903), Orp-le-Grand (1904) en Niel (1905). Het grootste voordeel van dit type oven is dat deze veel minder arbeidsintensief is. De ovens die in België geïnstalleerd werden zijn van Duitse (Fellner & Ziegler, Polysius, Krupp, Pfeiffer, Humboldt) of Deense (Smidth) fabrikanten. In Engeland werden iets eerder rond de eeuwwisseling de eerste roterende ovens ontwikkeld. De roterende oven is door de jaren heen steeds verder ontwikkeld, maar is tot op de dag van vandaag nog altijd dé kenmerkende installatie van een hedendaagse cementfabriek.

## Huidige productieplaatsen
Er wordt op slechts vier plaatsen in België nog cement geproduceerd. Deze cementovens zijn te vinden in de fabrieken van Antoing, Gaurain, Lixhe en Obourg. Verder zijn er in de diepzeehavens van Gent en Antwerpen wel nog cementmaalfabrieken te vinden. Op deze locaties worden grondstoffen binnengebracht die hier dan vermalen worden tot cement en opnieuw kunnen weggebracht worden voor export, of voor lokaal gebruik kunnen worden ingeschakeld.

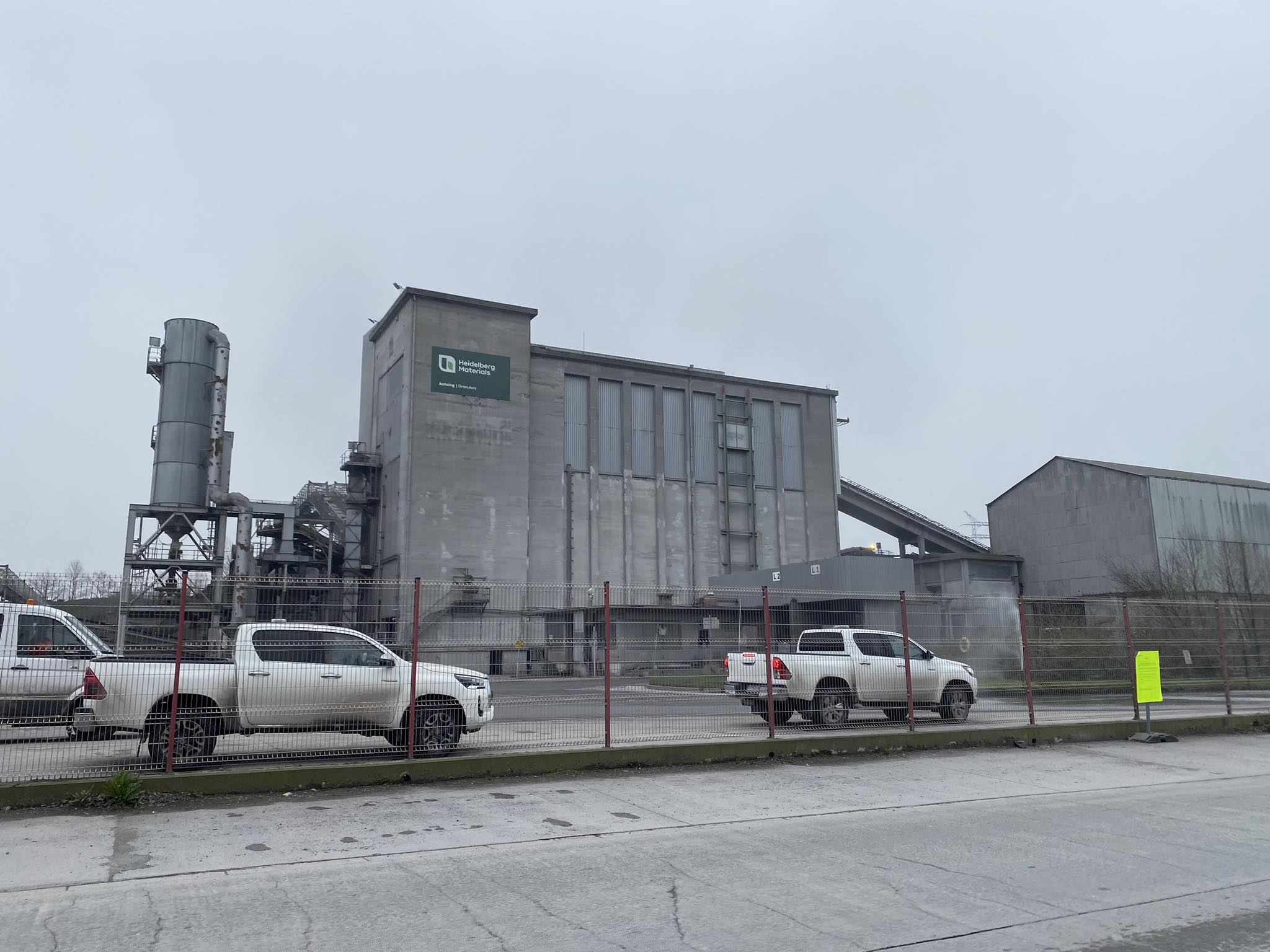
Cementfabriek in Antoing (CBR)
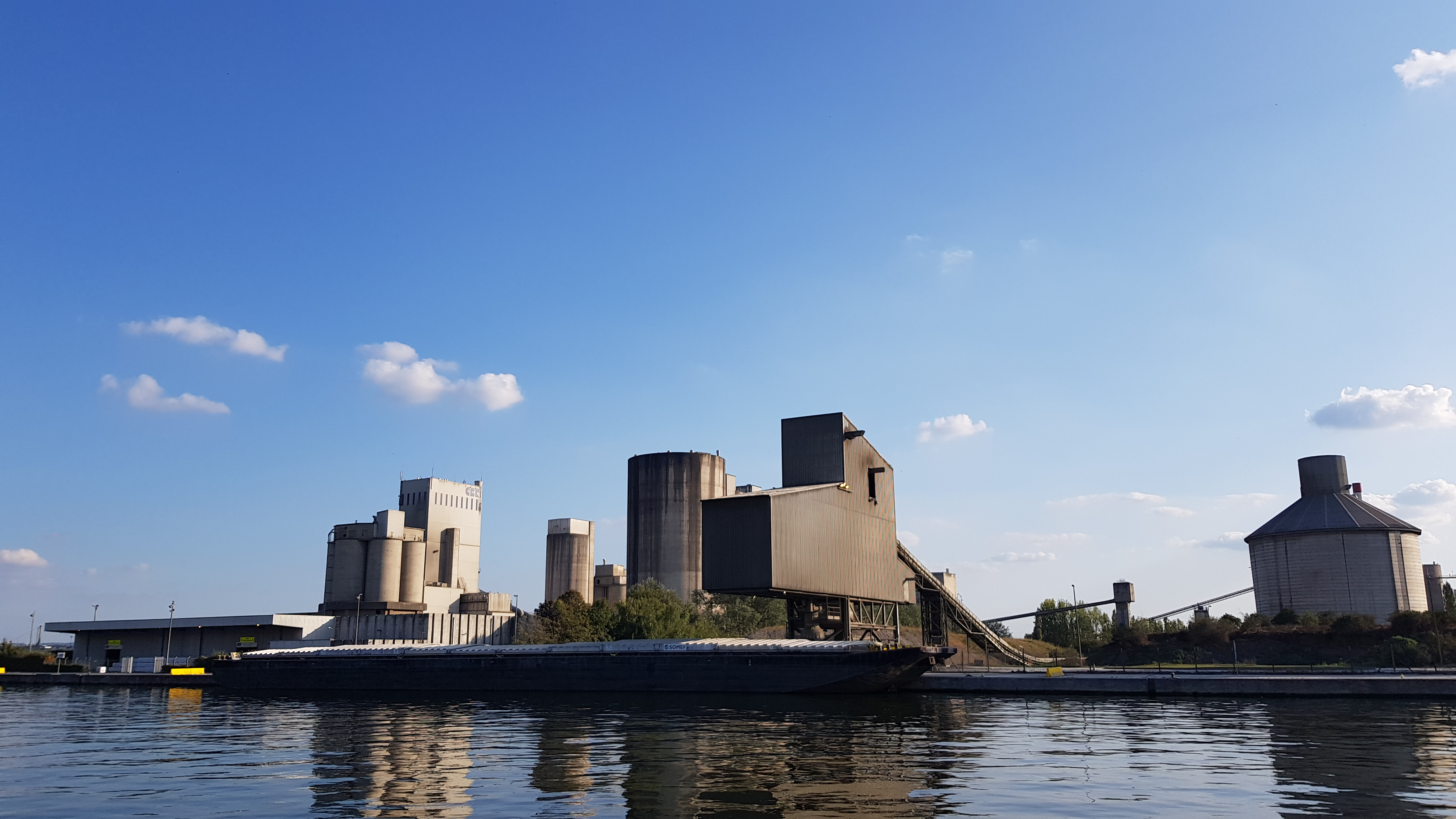
Cementfabriek in Lixhe (CBR)
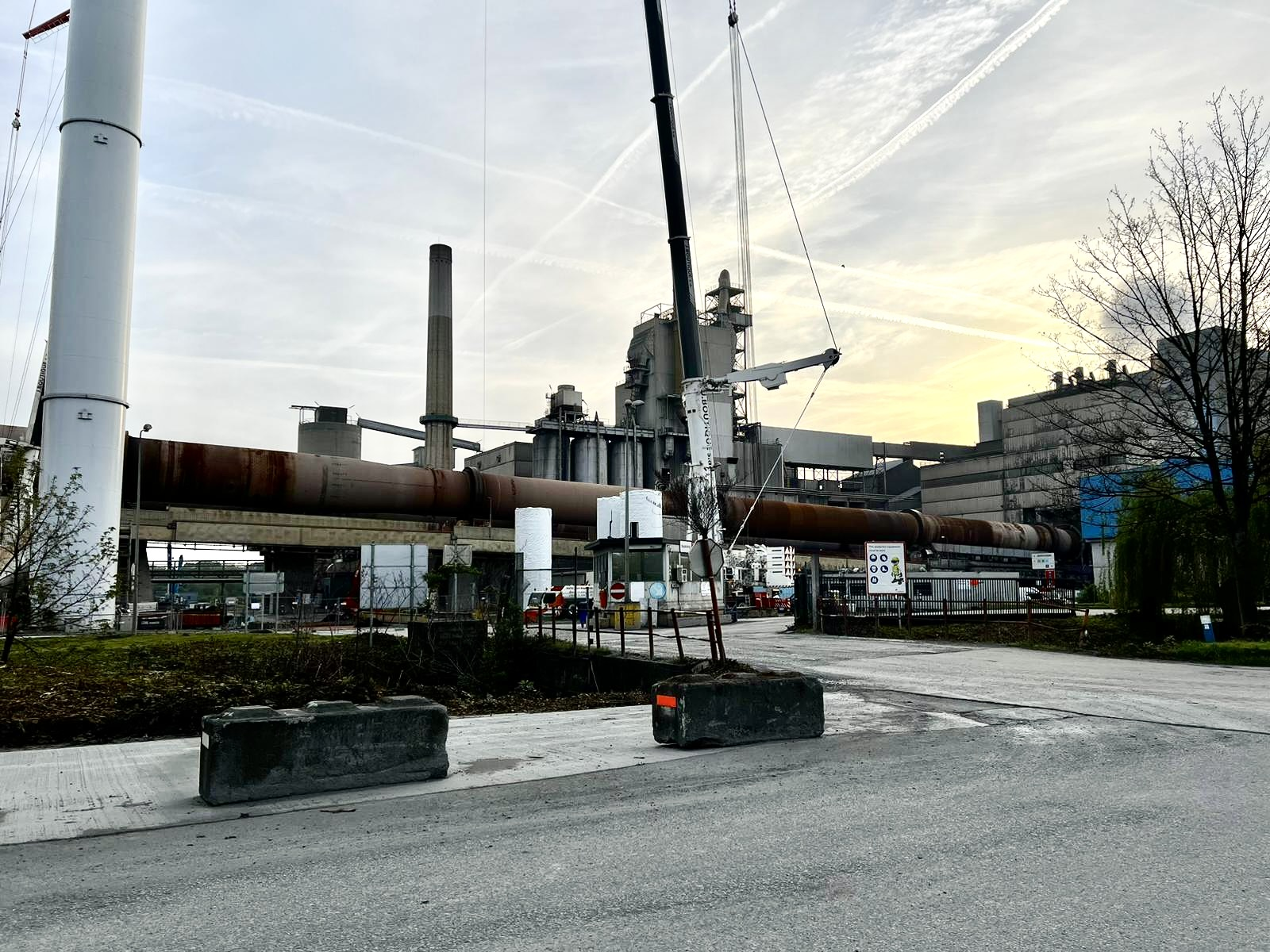
Cementoven in Obourg

## Werkgelegenheid
Er zijn momenteel 923 mensen tewerkgesteld binnen de cementproductie in België, een halvering sinds de eeuwwisseling. Dit aantal is ongeveer gelijk verdeeld tussen arbeiders en bedienden, met respectievelijk 430 en 493 werknemers. De cementsector stelt echter ook mensen buiten de cementfabrieken te werk, bijvoorbeeld in de transportsector of in het gieten van beton. Indien men al deze arbeiders meeneemt, is het werknemersaantal vele malen groter.

## Toepassingen
Cement wordt voor het grootste deel gebruikt als bindmiddel in beton, verder kan het ook nog gebruikt worden in plaaster en voegmiddel in mortel, deze laatste twee zijn echter een veel minder significant deel van het gebruik. Cement wordt ook nooit op zichzelf gebruikt.
20% van het cement wordt gebruikt in de burgerlijke bouwkunde, 35% in de niet-residentiële utiliteitsbouw, en de overblijvende 45% in woningbouw. Dit is een shift richting woningbouw in de voorbije tien jaar van tien procent.

## Klimaat
Na het Akkoord van Parijs zijn er ook voor de cementindustrie doelstellingen opgelegd om de uitstoot te doen dalen. Het beoogde doel is om de CO2-uitstoot met 30% te verminderen voor 2030, en tot nul te reduceren voor 2050. Cembureau heeft hiervoor een roadmap opgesteld om dit te bewerkstelligen. De verscheidene cementfabrieken in België hebben hiervoor al verschillende stappen ondernomen. Het vervangen van fossiele brandstoffen in het verbrandingsproces van de cementoven door alternatieve brandstoffen is een belangrijke bron van deze vermindering. In de Benelux zijn al meer dan 60% van de brandstoffen die in dit proces gebruikt worden alternatieve brandstoffen. Specifiek gaat dit over het gebruik van biomassa of afval van verschillende industrieën die anders niet meer gevaloriseerd kunnen worden en hoe dan ook verbrand zouden worden.
Verdere winsten worden onder andere ook geboekt door het gebruik van hoogovenslakken van de staalindustrie in de cementmix, aangezien veel van de uitstoot afkomstig is van de klinker zelf. Dit is echter een minder duurzame oplossing, doordat de staalindustrie ook haar uitstoot lager moet krijgen en hoogovenslakken een restproduct zijn van het huidige vervuilende proces. De energie-efficiëntie van de verschillende ovens in België verhogen, heeft ook een positief effect op de uitstoot die plaatsvindt.
Dit zijn innovaties die over het hele grondgebied al geïmplementeerd worden. Er zijn echter veel van de verschillende cementfabrieken ook bezig met eigen, meer innoverende, projecten om hun uitstoot te verlagen. Van deze technieken moet wel nog bewezen worden dat ze allemaal het beoogde effect daadwerkelijk realiseren. Momenteel blijft het nog bij beloftes van deze bedrijven en gaat het nog niet over effectief uitgevoerde projecten.

### Gaurain
Cementir is bezig met het ontwikkelen van een nieuwe cementsoort waarbij een lager klinkergehalte wordt gebruikt en wordt vervangen door gecalcineerde kleien, die eenzelfde sterkte zou moeten bereiken als regulier portlandcement.

### Antoing
Na een eerste project in Noorwegen is Heidelberg Materials zich aan het opmaken om een CO2 captatie installatie te implementeren in de cementfabriek van Antoing. Hierbij zou de CO2 worden opgevangen, onder hoge druk worden omgevormd tot een vloeistof en uiteindelijk in de Noordzee tussen verschillende grondlagen gepompt worden. Dit project zou volgens Heidelberg Materials de uitstoot van de fabriek met 97% moeten verlagen.

### Lixhe
Ook de cementfabriek in Lixhe focust zich vooral op het capteren van CO2. Hier heeft Heidelberg Materials een pilootproject lopen dat vijf jaar in beslag zal nemen om eerst tot een adequaat ontwerp te komen en later voldoende testen te kunnen doen. In dit project is het de bedoeling de opgevangen, warme CO2-gassen langsheen andere delen van de installatie te leiden om de restwarmte te hergebruiken.

### Obourg
De volgende stap dat de cementfabriek in Obourg richting een 100% decarbonisatie van hun fabriek zet, is het verbeteren van hun cementoven, waardoor minder kalksteen gebruikt zal moeten worden en vervangen door alternatieve grondstoffen, wat de thermische noden met 40% zou moeten doen afnemen en daarmee ook de CO2 uitstoot.